# Вест Либерти (Западна Вирџинија)
Вест Либерти (енгл. West Liberty) град је у америчкој савезној држави Западна Вирџинија.

## Демографија
По попису из 2010. године број становника је 1.542, што је 322 (26,4%) становника више него 2000. године.
| Група             | 2000.         | 2010.         |
| Белци             | 1.174 (96,2%) | 1.440 (93,4%) |
| Афроамериканци    | 23 (1,9%)     | 50 (3,2%)     |
| Азијати           | 4 (0,3%)      | 5 (0,3%)      |
| Хиспаноамериканци | 9 (0,7%)      | 19 (1,2%)     |
| Укупно            | 1.220         | 1.542         |